# Holocén

Kráter Hiawatha o průměru 31 km je v Grónsku ukrytý pod ledovcem. Vznikl při dopadu, který patrně způsobil počátek holocénu.

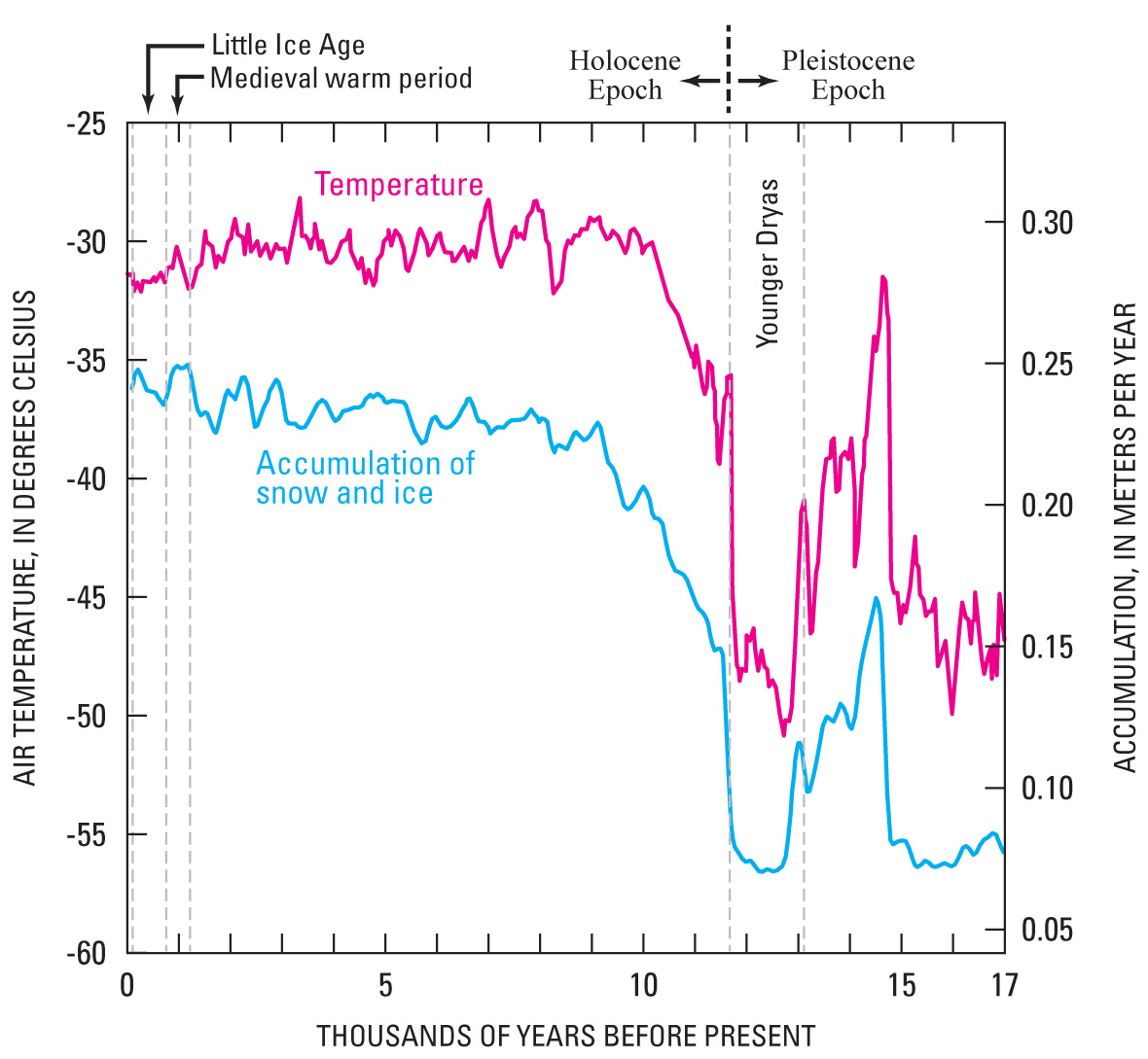
Odvozené změny lokálních teplot v Grónsku v tisících letech před současností. Počátek holocénu je tam charakterizován prudkým oteplením v Grónsku.

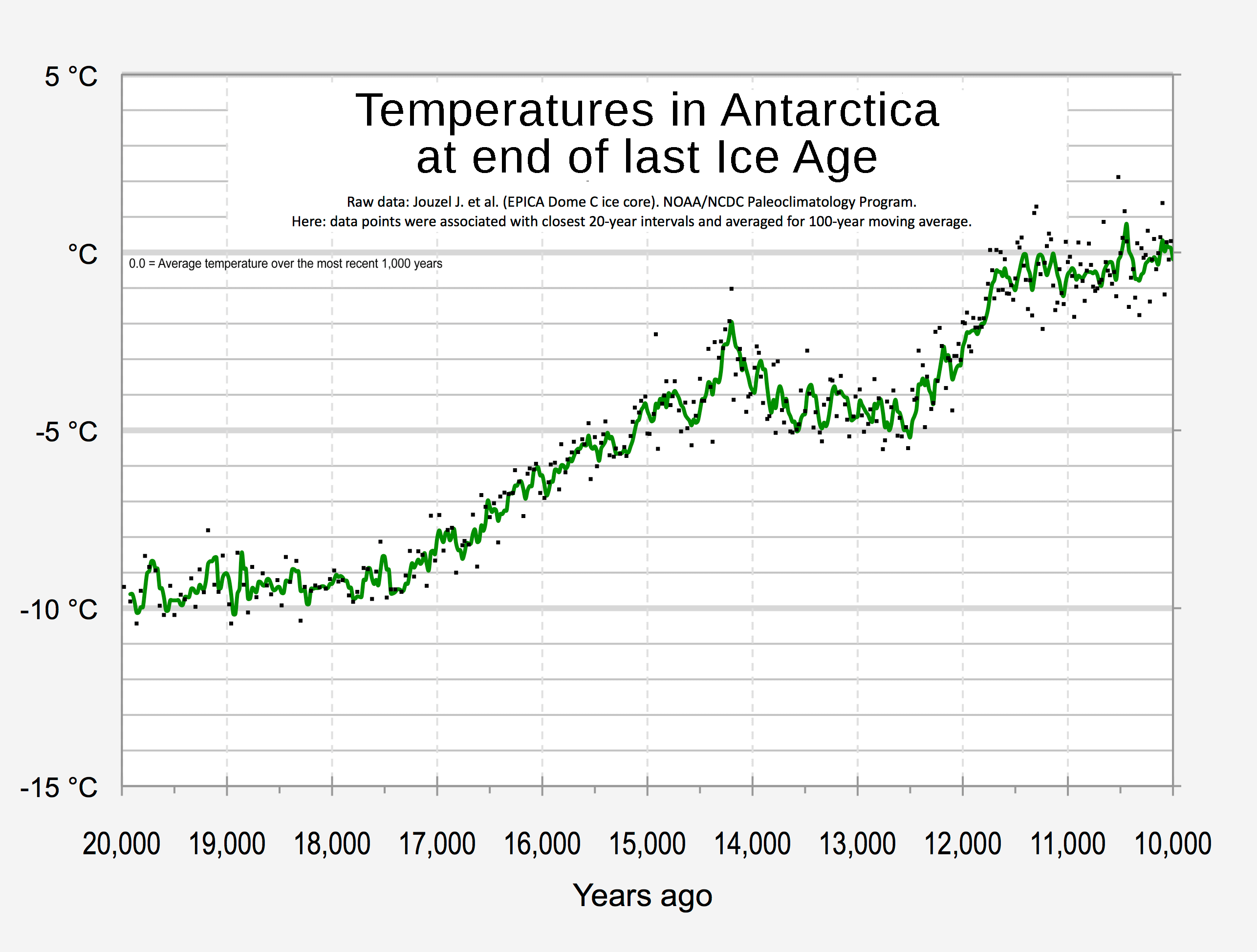
Teploty v Antarktidě (EPICA) nevykazují tak velké a náhlé změny jako v Grónsku.

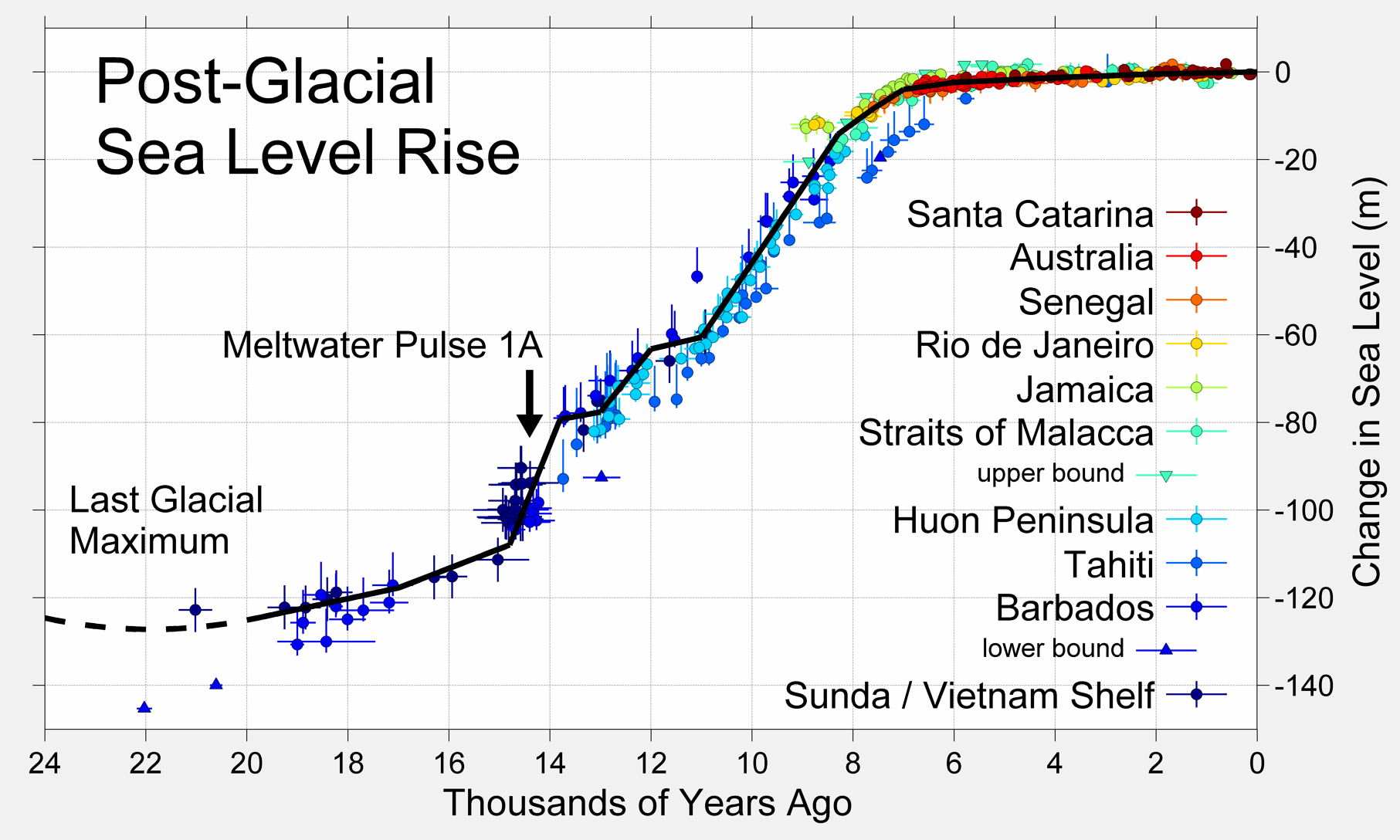
Nárůst hladiny moří po konci poslední doby ledové byl více než 100 metrů

Holocén je současné geologické období, druhá a poslední epocha (oddělení) kvartéru známá proto také jako mladší čtvrtohory. Představuje nejmladší geologické období, které začalo s koncem poslední doby ledové přibližně 11 700 let před současností (tedy kolem roku 9700 př. n. l.) a stále trvá.
Holocénu přecházel pleistocén, jehož poslední období se nazývá mladší dryas. Konec doby ledové charakterizovaly rozsáhlé klimatické změny – postupné oteplování. Před 10 000 lety tak bylo například v Kanadě tepleji než nyní. To umožnilo přechod (neolitická revoluce) lidstva od sběračství a lovectví k pastevectví a zemědělství, a tím vytvořilo podmínky pro vznik prvních civilizací. Lesy se rozšířily více na sever. Jsou různé hypotézy o příčinách změn v mladším dryasu. Roku 2018 byl v Grónsku objeven velký kráter z doby před 12 tisíci lety a roku 2020 v Sýrii jeden z mnoha předpokládaných fragmentů dopadu. Hypotéza impaktu v mladším dryasu se zdá pravděpodobná. Ovšem přechod začal již dříve a byl složitější. Roli hrál i vulkanismus.
Toto období se někdy označuje také jako doba poledová (postglaciál). S vědomím skutečnosti, že doby ledové se opakují (trvají cca 100 000 let) a jsou střídány kratšími dobami meziledovými, je holocén pravděpodobně nejnovější dobou meziledovou.
Na počátku holocénu vyhynulo mnoho druhů velkých savců (například šavlozubí tygři a mamuti). Ve středním holocénu populační dynamiku určovaly společenské faktory (jako násilí) a nikoli klima.

## Členění
Holocén se dělí na 3 pododdělení: raný (spodní), střední a pozdní (svrchní) holocén. Ta odpovídají stupňům greenland, northgrip a meghalay, které zavedla Mezinárodní komise pro stratigrafii v roce 2018. Toto členění je ale kritizováno.
| epocha / oddělení | pododdělení      | věk / stupeň | počátekv rocích B2k | délka trvání v rocích |
| ----------------- | ---------------- | ------------ | ------------------- | --------------------- |
| holocén           | svrchní / pozdní | meghalay     | 4250                | 4275                  |
| holocén           | střední          | northgrip    | 8326                | 4076                  |
| holocén           | spodní / raný    | greenland    | 11 700              | 3374                  |

Na základě změn klimatu v Evropě a Severní Americe se holocén na severní polokouli dělil do pěti období či chronozón:
- Preboreál (10–9 tisíc let před dneškem – B. P.),
- Boreál (9–8 tisíc let),
- Atlantik (8–5 tisíc let),
- Subboreál (5–2,5 tisíc let) a
- Subatlantik (2500–současnost).[17]

V současnosti je některými vědci prosazováno ještě kratší a mladší geologické období, antropocén, které by bylo definováno jako období, kdy začalo mít lidstvo globální vliv na Zemi. To by bylo mladší částí dnešního holocénu.